# Sermersooq (ö)
Sermersooq är en ö i Grönland (Kungariket Danmark).   Den ligger i kommunen Kujalleq, i den södra delen av Grönland. Arean är 202 kvadratkilometer.
Terrängen på Sermersooq är lite bergig. Öns högsta punkt är 1 240 meter över havet. Den sträcker sig 23,8 kilometer i nord-sydlig riktning, och 15,9 kilometer i öst-västlig riktning.